# Classe Ougra
Classe Ougra (en russe : Плавучие базы подводных лодок проекта 1886, plavoutchie bazy podvodnykh lodok proïekta 1886) est le nom d'une classe de Ravitailleur de sous-marins de la marine russe. 

## Description
Sept bateaux de la classe sont construits pour la marine russe sur les chantiers navals de Nikolaïev :
- Ivan Kolychkine (lancé le 30 mars 1972, mise en service le 27 décembre 1972)
- Ivan Koutcherenko (lancé le 28 novembre 1965, mise en service le 14 janvier 1967)
- Ivan Vakhrameïev (lancé le 5 novembre 1968, mise en service le 30 août 1969)
- Volga (lancé le 30 décembre 1966, mise en service le 30 mai 1968)
- Tobol (lancé le 30 septembre 1963, mise en service le 25 septembre 1965)
- Vladimir Iegorov (lancé le 29 septembre 1962, mise en service le 27 décembre 1963)
- Lena (lancé le 28 avril 1963, mise en service le 29 décembre 1964)

Les deux derniers navires russes, le Vladimir Iegorov et le Volga furent détruits à la fin des années 1990.
Le dernier bateau de la classe en activité dans la marine indienne, le INS Amba fut retiré du service en 2006.

## Classe Borodino
Deux navires sont construits comme navire-école (Project 1886U, en russe : 1886У). Ils sont nommés Borodino (lancé le 30 janvier 1970, mise en service le 16 janvier 1971) et Gangut (lancé le 30 décembre 1970, mise en service le 10 octobre 1971). Ils sont démantelés à la fin des années 1990.